# Mariana Ilir
Mariana Ilir is een bestuurslaag in het regentschap Banyuasin van de provincie Zuid-Sumatra, Indonesië. Mariana Ilir telt 6457 inwoners (volkstelling 2010).